# Haka (ö)
Haka är en ö i Finland. Den ligger i Skärgårdshavet och i kommunen Gustavs i den ekonomiska regionen  Nystadsregionen i landskapet Egentliga Finland, i den sydvästra delen av landet. Ön ligger omkring 43 kilometer väster om Åbo och omkring 190 kilometer väster om Helsingfors.
Öns area är 10,2 hektar och dess största längd är 470 meter i nord-sydlig riktning. Ön höjer sig omkring 20 meter över havsytan.